# Leptonychia brieyi
Leptonychia brieyi är en malvaväxtart som beskrevs av Germain. Leptonychia brieyi ingår i släktet Leptonychia och familjen malvaväxter. Inga underarter finns listade i Catalogue of Life.